# Laura Gundersen

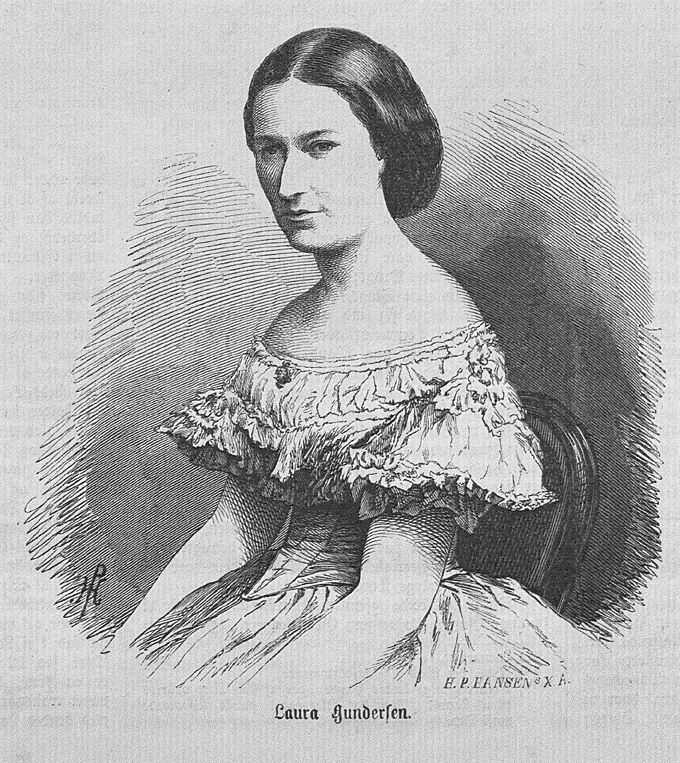
Laura Gundersen.

Laura Sofie Coucheron Gundersen, född Svendsen den 27 maj 1833 i Bergen, död den 25 december 1898 i Kristiania, var en norsk skådespelare.
Laura Gundersen blev 1849 körsångare vid Kristiania teater och debuterade 1850, med stor framgång, som Regisse i "Svend Dyrings hus" samt hävdade sedan dess alltjämt sin rang som den norska scenens främsta konstnär, i synnerhet på tragedins område; särskilt kommer man att minnas hennes tolkning av de stora rollerna i Shakespeares, Ibsens och Björnsons dramer, över dessa förstod hon att sprida ett skimmer av sann poesi och idealism, vilket jämte ett behagligt yttre, en vacker plastik och en klangfull stämma gjorde henne till en av den norska konstnärsvärldens skönaste uppenbarelser. 1864 ingick hon äktenskap med Sigvard Gundersen.